# ICE FIRE
ICE FIRE是香港一家已結業的香港服裝公司，由柳田洋在1982年於香港創立。
ICE FIRE曾引多個品牌到香港，包括SCENE、AVIREX 、MANASTASH、C.L.N、Porter、SCHOTT等。ICE FIRE全盛時期共有26間分店。其後因速食時裝及網購競爭，分店在2014年減至13間。2021年，只剩下8間分店，分布在灣仔、尖沙咀、旺角、深水埗、黃埔及荃灣。
2021年4月，ICE FIRE在尖沙咀漆咸道南美華閣的最後一間分店結業。
並在2023年，ICE FIRE再次回歸香港時裝，並在Instagram和Facebook登陸，並設立網店。